# كروز ماتشادو
كروز ماتشادو بلدية في ولاية بارانا في المنطقة الجنوبية من البرازيل.